# 동생 찬 그녀
동생 찬 그녀(She Dumped My Brother)는 한국에서 제작된 김선아 감독의 2007년 영화이다. 민영 등이 주연으로 출연하였다.

## 출연

### 주연
- 민영
- 노혜미
- 유정호

## 제작진
- 조명: 정상훈
- 녹음: 오명록
- 믹싱: 표용수
- 미술: 정성균